# Сакі (Естонія)
Сакі (ест. Saki) — село в Естонії, входить до складу волості Риуге, повіту Вирумаа.